# Câu chuyện đồ chơi 4
Câu chuyện đồ chơi 4 (tên gốc tiếng Anh: Toy Story 4) là một bộ phim điện ảnh hoạt hình máy tính hài hước năm 2019 của Mỹ - do Pixar Animation Studios sản xuất và Walt Disney Pictures chịu trách nhiệm phân phối. Đây là phần thứ tư trong loạt phim Câu chuyện đồ chơi của Pixar, và là phần tiếp theo của Câu chuyện đồ chơi 3 (2010). Phim do Josh Cooley đạo diễn, với phần kịch bản do Andrew Stanton và Stephany Folsom đảm nhiệm, từ phần cốt truyện chính của John Lasseter, Rashida Jones, Will McCormack, Valerie LaPointe và Martin Hynes. Tom Hanks, Tim Allen, Annie Potts, Joan Cusack, Don Rickles (qua các bản thu lưu trữ), Wallace Shawn, John Ratzenberger, Estelle Harris, Blake Clark, Bonnie Hunt, Jeff Garlin, Kristen Schaal và Timothy Dalton đều quay trở lại lồng tiếng cho những nhân vật của họ từ ba phần phim đầu tiên. Dàn diễn viên lồng tiếng mới bao gồm Tony Hale, Keegan-Michael Key, Jordan Peele, Christina Hendricks, Keanu Reeves và Ally Maki tham gia đảm nhiệm vai diễn cho những nhân vật mới.
Câu chuyện đồ chơi 4 nối tiếp câu chuyện của Câu chuyện đồ chơi 3, khi Sheriff Woody, Buzz Lightyear cùng những món đồ chơi khác làm quen với cuộc sống bên Bonnie, cô bé đã tạo ra món đồ chơi mới tên Forky từ những vật liệu tái chế từ trường học. Trong chuyến dã ngoại cùng gia đình Bonnie, Woody tình cờ gặp lại Bo Peep – người bạn cũ đã thất lạc nhiều năm. Sự kiện này khiến Woody đứng trước lựa chọn giữa tiếp tục đồng hành cùng Bonnie hoặc theo đuổi hành trình mới với Bo. Bộ phim là lời tri ân dành cho Don Rickles – diễn viên lồng tiếng của Ngài Potato Head – và nhà làm phim hoạt hình Adam Burke, cả hai người đều đã qua đời lần lượt vào ngày 6 tháng 4 năm 2017 và ngày 8 tháng 10 năm 2018. Bộ phim cũng đánh dấu lần xuất hiện cuối cùng trên màn ảnh của Carl Reiner trước khi ông qua đời vào năm 2020.
Câu chuyện đồ chơi 4 ra mắt lần đầu tại Los Angeles vào ngày 11 tháng 6 năm 2019 và được khởi chiếu tại Hoa Kỳ vào ngày 21 tháng 6 năm 2019. Phim thu về 1,073 tỷ USD trên toàn cầu, trở thành phần phim có doanh thu cao nhất của thương hiệu, phim điện ảnh có doanh thu cao thứ tám của năm 2019 và phim điện ảnh hoạt hình có doanh thu cao thứ năm mọi thời đại trong thời điểm mà phim công chiếu. Giống như những phần phim trước đó, Câu chuyện đồ chơi 4 đã nhận được nhiều lời tán dương từ giới phê bình điện ảnh, dành cho cốt chuyện, sự dí dỏm, cảm xúc, phần nhạc nền, hoạt hình và diễn xuất lồng tiếng. Phim đã giành được giải Critics' Choice cho Phim hoạt hình hay nhất và giải thưởng của Hiệp hội các nhà sản xuất Hoa Kỳ cho Phim hoạt hình hay nhất. Tại Giải Oscar lần thứ 92, phim nhận được một đề cử cho Ca khúc trong phim hay nhất, và giành chiến thắng tại hạng mục Phim hoạt hình hay nhất, giúp Câu chuyện đồ chơi trở thành thương hiệu điện ảnh đầu tiên hai lần giành được giải thưởng tại hạng mục này.

## Nội dung
Trước đây, khi những đồ chơi còn sống chung với Andy, R.C đã bị một cơn mưa cuốn đi. Woody và các đồ chơi khác đã cùng nhau cứu nguy thành công. Tuy nhiên, Bo Peep và một số đồ chơi khác bị Molly (em gái của Andy) đem đi. Mặc dù Woody đã cố gắng giải cứu Bo, nhưng cô khước từ bảo rằng đồ chơi cũng có lúc phải cho đi, rồi họ ôm nhau chia tay.
Chín năm sau, Andy tốt nghiệp và tặng đồ chơi cho Bonnie. Khác với Andy, Bonnie không có nhiều hứng thú với Woody, cô thường xuyên để cậu trong tủ và đặt Jessie làm "cảnh sát trưởng" của cả nhóm. Vì lo lắng chuyện Bonnie sẽ cảm thấy sợ hãi khi đến trường mẫu giáo, Woody lén chui vào ba lô của cô bé và chứng kiến cảnh Bonnie dè dặt trước bạn mới của mình. Woody đã dùng đồ bỏ đi trong thùng rác mà cậu bạn của cô đã vứt và đặt lên bàn của Bonnie, do đó cô đã tự tay làm món đồ chơi của mình đặt tên là "Forky". Sau khi Bonnie viết tên lên mặt dưới của Forky và đặt trong ba lô của mình, cậu ta bất ngờ trỗi dậy và hoảng hốt khi nhìn thấy Woody.
Sau khi về nhà, Woody giới thiệu Forky cho đồ chơi của Bonnie nghe, đột nhiên Forky chui vào thùng rác vì cậu nghĩ rằng mình chỉ được làm từ rác chứ không phải đồ chơi. Woody đành phải ngăn chặn cậu ta chui vào thùng rác. Trong một chuyến đi chơi với gia đình Bonnie và đồ chơi của cô bé, Forky nhảy ra khỏi cửa sổ, khiến Woody chạy theo cậu ta ra ngoài. Woody thuyết phục Forky về những niềm vui khi trở thành một món đồ chơi, và họ đi đến công viên tại một thị trấn gần đó, nơi Bonnie và bố mẹ cô sẽ ở.
Đến thị trấn, Woody nhìn thấy đèn của Bo tại một cửa hàng đồ cổ. Khi đang tìm Bo trong đó, anh và Forky bắt gặp một con búp bê tên Gabby và người bạn của cô, Bensons. Gabby đồng ý đưa họ đến chỗ Bo, nhưng cô sớm tiết lộ kế hoạch thực sự của mình là có được hộp âm thanh của Woody, vì cái của cô đã bị hỏng và cho rằng đó là nguyên nhân khiến cô không được đứa trẻ nào thèm nhận. Woody và Forky chạy trốn, nhưng Forky bị Bensons bắt giữ. Ở phía sau một khu vui chơi, Woody vô tình gặp lại Bo. Bo kể rằng mình đã trở thành đồ chơi vô chủ hơn bảy năm. Woody cùng với những người bạn đồng hành của cô gồm một cảnh sát thu nhỏ tên là Giggle McDimples và một số đồ chơi binh sĩ đi theo con đường qua khu vui chơi để giải cứu Forky khỏi cửa hàng đồ cổ.
Trong khi đó, Buzz tự mình tìm kiếm Woody. Anh bị một người đàn ông phát hiện và bị người này treo lên làm giải thưởng trong một gian hàng ở khu vui chơi. Tại đây, anh gặp hai đồ chơi thú nhồi bông Ducky và Bunny, nhưng sau đó anh đã trốn thoát vì không muốn ở lại với họ. Buzz tìm thấy Woody và Bo, nhưng bị Ducky và Bunny bắt được. Woody và Bo mời hai đồ chơi thú nhồi bông cùng giải cứu Forky, hứa rằng sẽ cho họ trở thành đồ chơi của Bonnie. Tất cả vào cửa hàng đồ cổ, hợp tác cùng với người bạn cũ của Bo là Duke Caboom, một món đồ chơi Canada được quảng cáo nhiều năm trước, giải cứu đồ chơi mà Bonnie yêu quý nhất.
Công cuộc giải cứu cuối cùng đã không thành công. Các đồ chơi khác không còn muốn cứu Forky, nhưng Woody vẫn quyết tâm. Anh tranh cãi gay gắt với Bo, để rồi bị Bo và những đồ chơi khác bỏ lại. Khi Bo, Duke, Giggle, Ducky và Bunny trở lại lễ hội, Buzz quay về xe du lịch của Bonnie và phát giác chuyện để quên ba lô của Bonnie ở cửa hàng đồ cổ. Tại đó, Woody đồng ý hy sinh hộp âm thanh của mình cho Gabby để đổi lấy Forky. Woody và Forky nhanh chóng chui vào ba lô của Bonnie trước khi cô bé tìm thấy nó, nhưng Forky bất ngờ chứng kiến Gabby được Harmony, cháu gái của chủ cửa hàng, nâng niu trên tay, sau đó ném vào thùng. Woody để Forky trở về với Bonnie, anh ở lại an ủi Gabby, thuyết phục Gabby cùng về với mình. Sau khi Bo nhận ra rằng Woody trung thành với Bonnie, cô cùng Duke, Giggle, Ducky và Bunny trở lại đón Woody và Gabby đến khu vui chơi. Trong lúc đó, Jessie cùng với những đồ chơi của Bonnie giả vờ chỉ đường để bố mẹ cô bé điều khiển chiếc xe đến khu vui chơi. Khi nhóm của Woody đến gần chiếc xe, Gabby để ý thấy một bé gái bị lạc nên đã dừng lại và hy vọng được cô bé nhận. Với sự giúp đỡ của các nhân viên bảo vệ, cô bé tìm thấy cha mẹ và giữ Gabby như một món đồ chơi của mình.
Khi Woody và Bo nói lời tạm biệt, anh cảm thấy đau lòng vì phải trở về với Bonnie. Buzz khích lệ Woody và đảm bảo rằng Bonnie sẽ ổn, vì vậy Woody quyết định ở lại với Bo như một đồ chơi vô chủ để giúp đỡ những đồ chơi bị lạc về với chủ nhân. Anh trao huy hiệu cảnh sát trưởng của mình cho Jessie trước khi chia tay các đồ chơi của Bonnie để họ cùng cô bé trở về nhà.
Trong phần credit, Woody và Bo đang ở gian hàng trong khu vui chơi (nơi Buzz từng bị treo), giúp các đồ chơi tìm được chủ nhân. Khi Bonnie vào lớp một, Jessie giới thiệu một người bạn mới mà Bonnie đã tạo ra: Knifey, một con dao nhựa được trang trí, cũng coi mình là rác như Forky trước đây.

## Lồng tiếng
- Tom Hanks vai Woody
- Tim Allen vai Buzz Lightyear
- Annie Potts vai Bo Peep[10]
- Keanu Reeves vai Duke Caboom
- Joan Cusack vai Jessie[10]
- Blake Clark vai Slinky Dog[11]
- Wallace Shawn vai Rex[12]
- John Ratzenberger vai Hamm[13]
- Don Rickles vai Mr. Potato Head[14]
- Estelle Harris vai Mrs. Potato Head[10]
- Jodi Benson vai Barbie[10]
- Michael Keaton vai Ken[12]
- Jeff Pidgeon vai Aliens[11]
- Kristen Schaal vai Trixie[15]
- Bonnie Hunt vai Dolly[10]
- Timothy Dalton vai Mr. Pricklepants[16]
- Jeff Garlin vai Buttercup[10]
- Laurie Metcalf vai Mrs. Davis[17]
- Lori Alan vai Mrs. Anderson[11]
- Tony Hale vai Forky[18][19]
- Keegan-Michael Key và Jordan Peele vai Ducky và Bunny[20][21]

## Phát hành
Câu chuyện đồ chơi 4 ra mắt tại Rạp El Capitan ở Los Angeles vào ngày 11 tháng 6 năm 2019, và được khởi chiếu tại Hoa Kỳ vào ngày 21 tháng 6 năm 2019 dưới định dạng IMAX và 3D. Câu chuyện đồ chơi 4 ban đầu dự kiến được công chiếu tại Hoa Kỳ vào ngày 16 tháng 6 năm 2017 và ngày 15 tháng 6 năm 2018, tuy nhiên bị lùi lại để nhường lịch chiếu cho Vương quốc xe hơi 3 và Gia đình siêu nhân 2. Câu chuyện đồ chơi 4 cũng là phim hoạt hình Pixar đầu tiên không chiếu kèm với một phim ngắn kể từ phần phim Câu chuyện đồ chơi gốc.

### Truyền thông tại gia
Câu chuyện đồ chơi 4 được phát hành trên nền tảng số vào ngày 1 tháng 10 năm 2019, dưới định dạng đĩa DVD, Blu-ray và Ultra HD Blu-ray vào ngày 8 tháng 10 năm 2019. Phim ra mắt trên nền tảng Disney+ vào ngày 5 tháng 2 năm 2020.

## Đón nhận

### Doanh thu phòng vé
Câu chuyện đồ chơi 4 thu về 434 triệu USD chỉ tính riêng tại thị trường Mỹ và Canada và 639,4 triệu USD tại các quốc gia và vùng lãnh thổ khác, đưa tổng mức doanh thu toàn cầu lên tới 1,073 tỷ USD. Phim có doanh thu mở màn toàn cầu là 244,5 triệu USD, trở thành phim hoạt hình có doanh thu ra mắt cao thứ ba mọi thời đại. Tác phẩm cán mốc doanh thu 1 tỷ USD vào ngày 13 tháng 8 năm 2019, trở thành phim điện ảnh thứ 43 nói chung và cũng là phim điện ảnh thứ tư của Pixar làm được điều này. Đây cũng là bộ phim thứ năm được Disney phát hành vào năm 2019, và thứ sáu nói chung, vượt qua cột mốc này, cả hai kỷ lục này đều đạt được trong một năm. Deadline Hollywood đã tính toán lợi nhuận ròng của bộ phim rơi vào khoảng 368 triệu USD, sau khi tổng hợp số liệu ngân sách sản xuất, P&A, chi phí chiêu mộ nhân tài và các chi phí khác, cùng với khoản thu từ tổng doanh thu phòng vé và doanh số từ các phương tiện tại gia. Con số lợi nhuận ròng này giúp tác phẩm trở thành phim điện ảnh đứng thứ sáu trong danh sách "Phim bom tấn có giá trị nhất năm 2019".

### Đánh giá chuyên môn
Trên hệ thống tổng hợp kết quả đánh giá Rotten Tomatoes, phim nhận được 97% lượng đồng thuận dựa theo 450 bài đánh giá, với điểm trung bình là 8,3/10. Các chuyên gia của trang web nhất trí rằng, "Ấm áp, dí dỏm cùng phần hoạt hoạ đẹp mắt, Câu chuyện đồ chơi 4 đã tiếp tục mở ra – hoặc có khi là khép lại – một trường thiên hoạt hình hoàn mỹ." Trên trang Metacritic, phần phim đạt số điểm 84 trên 100, dựa trên 57 nhận xét, hầu hết là những lời khen ngợi. Lượt bình chọn của khán giả trên trang thống kê CinemaScore cho phần phim điểm "A" trên thang từ A+ đến F, trong khi đó trang PostTrak cho biết 89% số khán giả cho phim phản hồi tích cực, và 75% sẽ giới thiệu tác phẩm tới bạn bè.